# Angelina (planetka)
(64) Angelina je planetka nacházející se v hlavním pásu asteroidů. Její průměr činí asi 98 km. Byla objevena 4. března 1861 německým astronomem E. W. L. Tempelem.